# Fédération internationale de médecine du sport
La Fédération internationale de médecine du sport, fondée en 1928, est une organisation visant au développement et à la promotion de la médecine sportive, notamment par la recherche, l'éducation et la formation professionnelle.

## Liste des présidents
- 1928–1930 : Wilhelm Knoll (Suisse)
- 1930–1933 : Frederik Jacobus Johannes Buytendijk (Pays-Bas)
- 1933–1937 : André Latarjet (France)
- 1937–1939 : Leonardo Conti (Allemagne)
- 1957–1964 : Albert Goevaerts (Belgique)
- 1964–1968 : Paul-André Chailley-Bert (France)
- 1968–1976 : Giuseppe La Cava (Italie)
- 1976–1980 : Ludwig Prokop (Autriche)
- 1980–1986 : Ejnar Eriksson (Suède)
- 1986–1994 : Wildor Hollmann (Allemagne)
- 1994–2002 : Eduardo Henrique de Rose (Brésil)
- 2002–2006 : Kai-Ming Chan (Hong Kong-RPC)
- 2006-2010 : Walter Frontera (Porto Rico)
- depuis mai 2010 : Fabio Pigozzi (Italie)